# Regonyl
Il regonyl (TX-380), noto anche come 17α-etinyl-5α-androst-2-en-17β-ol 17β-acetato, è un farmaco steroideo descritto come un antiprogestinico e "antiprolattinico" (inibitore della prolattina).
È stato studiato per l'inibizione della lattazione nelle cagne.
Sebbene abbia un'attività androgena, estrogena o progestinica minima o nulla, ma inibisce fortemente l'asse ipotalamo-ipofisi-gonadi a livello centrale e periferico e  si oppone marcatamente all'azione del progesterone.  Tuttavia, gli effetti antiprogestogenici del regonyl non sembrano essere dovuti all'interazione diretta con il recettore del progesterone. Le azioni del regonyl provocano disturbi del ciclo estrale e alterazioni dell'ovulazione. Il regonyl è stato proposto per l'uso negli esseri umani, ad esempio nel trattamento di disturbi ginecologici come l'endometriosi e la malattia benigna della mammella, e nella contraccezione ormonale.